# Municipio de Roc Roe (condado de Prairie)
El municipio de Roc Roe (en inglés: Roc Roe Township) es un municipio ubicado en el condado de Prairie en el estado estadounidense de Arkansas. En el año 2010 tenía una población de 426 habitantes y una densidad poblacional de 2,19 personas por km².

## Geografía
El municipio de Roc Roe se encuentra ubicado en las coordenadas 34°38′10″N 91°28′6″O / 34.63611, -91.46833. Según la Oficina del Censo de los Estados Unidos, el municipio tiene una superficie total de 194.16 km², de la cual 178,45 km² corresponden a tierra firme y (8,09 %) 15,7 km² es agua.

## Demografía
Según el censo de 2010, había 426 personas residiendo en el municipio de Roc Roe. La densidad de población era de 2,19 hab./km². De los 426 habitantes, el municipio de Roc Roe estaba compuesto por el 93,43 % blancos, el 5,87 % eran afroamericanos, el 0,23 % eran de otras razas y el 0,47 % eran de una mezcla de razas. Del total de la población el 0,7 % eran hispanos o latinos de cualquier raza.